# 니시무라 에이이치 (1904년)
니시무라 에이이치(일본어: 西村 栄一, 1904년 3월 8일~1971년 4월 27일)는 11선 중의원 의원을 역임한 일본의 정치인이다.
아들은 6선 중의원 의원을 지낸 니시무라 신고이며 지역구를 물려받은 니시무라 쇼조는 조카로 6선 중의원 의원을 지냈다.

## 생애
1904년 3월 나라현 기타카쓰라기군 고이도촌(현 가시바시)에서 태어났는데 집안이 매우 가난했다. 에이이치가 6살이 되었을 때 목재상을 하던 아버지가 파산해서 에이이치는 혼자서 도쿄부에 올라가 친척 집에서 생활해야 했다. 이후 우에노의 소학교에 입학했지만 졸업하지 못한 채 목세공인 일을 하게 되었다.
1924년 1월 가네마쓰 이쿠코와 결혼했다. 이쿠코의 오빠 류헤이가 상하이시에서 섬유 회사 공장장으로 있었기에 결혼 3개월 뒤에 이쿠코와 함께 상하이로 갔다. 상하이에서 고등학교를 나온 뒤 홋카이도 삿포로시로 돌아가 보험회사에서 근무했다.
1928년 사회대중당에 가입했다가 1930년 전국대중당으로 이적했다. 7월에 중앙위원으로 선출됐으며 1931년 5월 사카이 노농학교 개교에 힘을 쏟았다. 7월에 전국노농대중당으로 당적을 옮겨 중앙위원이 되었다. 1932년 사회대중당 사카이지부를 결성한 뒤 지부장에 취임했다. 1933년 1월 사카이시의회 의원 선거에 출마해 당선됐다. 1937년에는 총선에 출마하지만 9,527표라는 성적표를 받아들고 참패했다.
1939년 대동아과학경제연구회를 설립했으며 1941년 그때까지 유지하던 보험회사 직원을 그만두었다. 1944년 도기 히데코와 재혼했는데 다음 해 도쿄 대공습의 여파로 집이 불에 탔다.
1946년 4월 총선에 일본사회당의 공천을 받고 출마해 당선됐다. 1948년 1월 사회당 중앙집행위원이 되었으며 4월에는 아시다 내각에서 경제안정 정무차관으로 일했다. 1953년 2월 예산위원회에 출석한 총리대신 요시다 시게루에게 니시무라가 지난 시정연설 때 국제 정세를 낙관한다는 발언을 추궁했다. 요시다는 미국과 영국의 정상이 그리 말했으니 믿은 것이라 답했고 니시무라는 일본 총리로서의 답변을 원한다고 하자 요시다가 바보 새끼(바카야로)라며 욕을 했다. 두 사람의 언성이 높아졌으나 요시다가 사과하면서 사태는 진정됐다. 하지만 총리대신이 의회를 경시했다며 화가 난 사회당 우파가 격렬히 항의한 끝에 내각 불신임 결의안이 제출됐는데 여당 내에서 반요시다 세력이 동조해 이것이 통과되었다. 요시다가 즉시 중의원을 해산했는데 이것이 바카야로 해산이다.
1960년 1월 니시오 스에히로가 사회당을 탈당해 민주사회당을 창당할 때 참여했으며 다음 해에는 조직국장이 되었다. 1962년 1월엔 국회대책위원장이 되었다가 10월 서기장에 취임했다. 그리고 1967년 초대 위원장인 니시오가 물러나고 제2대 민주사회당 위원장이 되었다.
사회교육단체인 공익재단법인 후지사회교육센터를 1969년 7월 만들었으며 다음 해에는 민사당과 전일본노동총동맹을 위한 연수기관인 후지정치대학교를 설립하고 초대 교장이 되었다.
1971년 4월 27일 도쿄의 한 대학병원에서 사망했다. 정3위와 훈1등 욱일대수장이 서훈됐다.

## 역대 선거 결과
|  | 0% |

|  | 0% |

|  | 22.5% |

|  | 16.1% |

|  | 27.4% |

|  | 26.8% |

|  | 22.4% |

|  | 27.2% |

|  | 19.8% |

|  | 28.1% |

|  | 21.2% |

|  | 21.1% |

## 참고 문헌
- 『西村栄一伝：激動の生涯』（編著 - 中村菊男 高橋正則、編集 - 西村栄一伝記刊行会） 1980年
- 『政治家人名事典』（1990年、編集・発行 - 日外アソシエーツ株式会社）397頁